# チャーチ・オブ・ゴッド・ミニスター・オブ・イエス・キリスト・インターナショナル

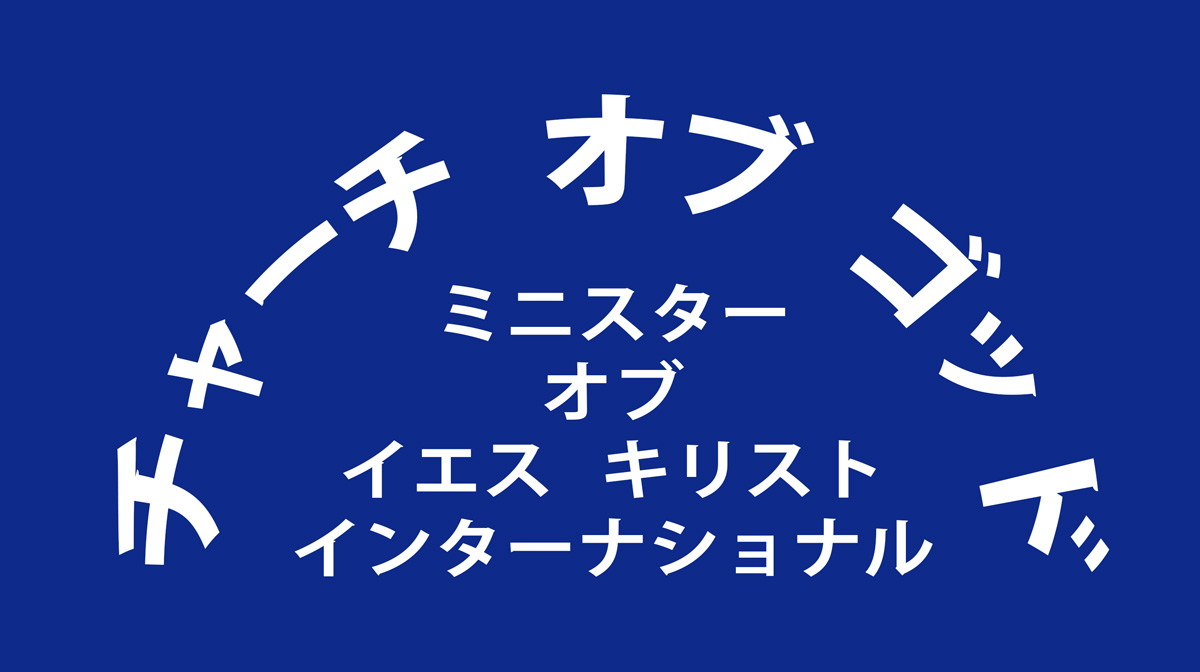
日本語のロゴタイプ。

チャーチ・オブ・ゴッド・ミニスター・オブ・イエス・キリスト・インターナショナル （スペイン語: Iglesia de Dios Ministerial de Jesucristo Internacional）は, キリスト教の教会である。この教会は1972年にコロンビアに設立された。創設者はルイス・モレノとマリア・ルイサ・ピラキーベ。チャーチ・オブ・ゴッドは、日本を含む世界50か国以上に900以上の教会を有する。現在の教会の指導者は、マリア・ルイサ・ピラキーベ。牧師長はカルロス・アルベルト・バエナ。1972年に、モレノ＝ピラキーベ家で4人の信徒が祈りを捧げている時に、チャーチ・オブ・ゴッドにおいて最初の神様の預言を経験した。預言において、神様がどのように教会を運営すべきかについて命令を与えられた。チャーチ・オブ・ゴッドの最も重要な特徴は、聖霊が預言の賜物をもつ信徒を通して話される預言である。